# Scottish Division One 1929-1930
La Scottish Division One 1929-1930 è stata la 40ª edizione della massima serie del campionato scozzese di calcio, disputato tra il 10 agosto 1929 e il 30 aprile 1930 e concluso con la vittoria dei Rangers, al loro diciottesimo titolo, il quarto consecutivo.
Capocannoniere del torneo è stato Benny Yorston (Aberdeen) con 38 reti.

## Classifica finale
Fonte:
|  | Pos. | Squadra             | Pt | G  | V  | N  | P  | GF  | GS  | QR    |
|  | ---- | ------------------- | -- | -- | -- | -- | -- | --- | --- | ----- |
|  | 1.   | Rangers             | 60 | 38 | 28 | 4  | 6  | 94  | 32  | 2,938 |
|  | 2.   | Motherwell          | 55 | 38 | 25 | 5  | 8  | 104 | 48  | 2,167 |
|  | 3.   | Aberdeen            | 53 | 38 | 23 | 7  | 8  | 85  | 61  | 1,393 |
|  | 4.   | Celtic              | 49 | 38 | 22 | 5  | 11 | 88  | 46  | 1,913 |
|  | 5.   | St. Mirren          | 41 | 38 | 18 | 5  | 15 | 73  | 56  | 1,304 |
|  | 6.   | Partick Thistle     | 41 | 38 | 16 | 9  | 13 | 72  | 61  | 1,180 |
|  | 7.   | Falkirk             | 41 | 38 | 16 | 9  | 13 | 62  | 64  | 0,969 |
|  | 8.   | Kilmarnock          | 39 | 38 | 15 | 9  | 14 | 77  | 73  | 1,055 |
|  | 9.   | Ayr Utd             | 38 | 38 | 16 | 6  | 16 | 70  | 92  | 0,761 |
|  | 10.  | Hearts              | 37 | 38 | 14 | 9  | 15 | 69  | 69  | 1,000 |
|  | 11.  | Clyde               | 37 | 38 | 13 | 11 | 14 | 64  | 69  | 0,928 |
|  | 12.  | Airdrieonians       | 36 | 38 | 16 | 4  | 18 | 60  | 66  | 0,909 |
|  | 13.  | Hamilton Academical | 35 | 38 | 14 | 7  | 17 | 76  | 81  | 0,938 |
|  | 14.  | Dundee              | 34 | 38 | 14 | 6  | 18 | 51  | 58  | 0,879 |
|  | 15.  | Queen's Park        | 34 | 38 | 15 | 4  | 19 | 67  | 80  | 0,838 |
|  | 16.  | Cowdenbeath         | 33 | 38 | 13 | 7  | 18 | 64  | 74  | 0,865 |
|  | 17.  | Hibernian           | 29 | 38 | 9  | 11 | 18 | 45  | 62  | 0,726 |
|  | 18.  | Morton              | 27 | 38 | 10 | 7  | 21 | 67  | 95  | 0,705 |
|  | 19.  | Dundee Utd          | 22 | 38 | 7  | 8  | 23 | 56  | 109 | 0,514 |
|  | 20.  | St. Johnstone       | 19 | 38 | 6  | 7  | 25 | 48  | 96  | 0,500 |

Legenda:
      Campione di Scozia.
      Retrocesso in Division Two 1930-1931.
Regolamento:
Due punti a vittoria, uno a pareggio, zero a sconfitta.
A parità di punti, le posizioni in classifica venivano determinate sulla base del quoziente reti.